# Page Moss
Page Moss – wieś w Anglii, w hrabstwie ceremonialnym Merseyside, w dystrykcie metropolitalnym Knowsley. Leży 9 km na wschód od centrum Liverpoolu i 283 km na północny zachód od Londynu. Miejscowość liczy 7401 mieszkańców.